# ميتاهكزاميد
ميتاهكزاميد هو دواء خافض لسكر الدم من مجموعة السلفونيليوريا ومن الجيل الأول.وصف لأول مرة عام 1959.